# Consuelo Turetta
Consuelo Turetta (Lozzo Atestino, 7 september 1961) is een voormalig volleyballer en beachvolleyballer uit Italië. In die laatste discipline nam ze eenmaal deel aan de Olympische Spelen.

## Carrière
Turetta begon haar carrière in de zaal in 1979 bij Noventa Vicentina. Van 1983 tot en met 1991 kwam ze vervolgens vier jaar lang uit voor zowel Modena als Amatori Bari. In 1991 maakte ze de overstap naar Unibit Roma dat in de hoogste Italiaanse divisie uitkwam. Het seizoen daarop won Turetta met de ploeg de CEV Cup door Eczacıbaşı Istanbul in de finale te verslaan. Gedurende het seizoen 1994/95 kwam ze in de tweede divisie uit voor Aster Roma en in het seizoen 1996/97 speelde ze bij Yokohama Montichiari. 
Turetta debuteerde eind 1994 als beachvolleyballer met Annamaria Solazzi in de FIVB World Tour bij het Open-toernooi van Santos. Het tweetal vormde vervolgens tot halverwege 1996 een team. Ze speelden in die periode veertien wedstrijden in de World Tour en kwamen daarbij tot drie toptienklasseringen; ze werden zevende in La Serena en negende in Busan en Brisbane. Daarnaast namen ze in Atlanta deel aan het eerste olympische beachvolleybaltoernooi. Ze verloren in de tweede ronde van het Braziliaanse duo Mônica Rodrigues en Adriana Samuel en werden in de herkansing daarna definitief uitgeschakeld door Merita Berntsen en Ragni Hestad uit Noorwegen. Vervolgens speelde ze nog twee internationale wedstrijden met Caterina de Marinis met wie ze in 1995 ook al deelnam aan het Open-toernooi van Clearwater. Het duo werd zeventiende in Espinho en negende in Oostende.

## Palmares
Zaal
- 1993:  CEV Cup